# Új-Zéland az 1992. évi téli olimpiai játékokon
Új-Zéland a franciaországi Albertville-ben megrendezett 1992. évi téli olimpiai játékok egyik részt vevő nemzete volt. Az országot az olimpián 2 sportágban 6 sportoló képviselte, akik összesen 1 érmet szereztek. Új-Zéland első érmét szerezte a téli olimpiai játékok történetében.

## Érmesek
| Érem  | Versenyző         | Sportág  | Versenyszám    |
| ----- | ----------------- | -------- | -------------- |
| Ezüst | Annelise Coberger | Alpesisí | Női műlesiklás |

## Alpesisí
Férfi
| Versenyző            | Versenyszám            | 1. futam      | 1. futam      | 2. futam | 2. futam | Összesítés | Összesítés |
| Versenyző            | Versenyszám            | Idő           | Hely.         | Idő      | Hely.    | Idő        | Helyezés   |
| -------------------- | ---------------------- | ------------- | ------------- | -------- | -------- | ---------- | ---------- |
| Simon Lyle Wi Rutene | Műlesiklás             | nem ért célba | nem ért célba | kiesett  | kiesett  | kiesett    | kiesett    |
| Simon Lyle Wi Rutene | Óriás-műlesiklás       | 1:09,52       | 35.           | 1:06,09  | 27.      | 2:15,61    | 28.        |
| Simon Lyle Wi Rutene | Szuperóriás-műlesiklás |               |               |          |          | 1:17,86    | 42.        |

Női
| Versenyző         | Versenyszám | 1. futam | 1. futam | 2. futam | 2. futam | Összesítés | Összesítés |
| Versenyző         | Versenyszám | Idő      | Hely.    | Idő      | Hely.    | Idő        | Helyezés   |
| ----------------- | ----------- | -------- | -------- | -------- | -------- | ---------- | ---------- |
| Annelise Coberger | Műlesiklás  | 49,02    | 8.       | 44,08    | 1.       | 1:33,10    |            |

## Rövidpályás gyorskorcsolya
Férfi
| Versenyző                                                 | Versenyszám  | Előfutam | Előfutam | Negyeddöntő | Negyeddöntő | Elődöntő | Elődöntő | B döntő | B döntő | Döntő   | Döntő   | Helyezés |
| Versenyző                                                 | Versenyszám  | Idő      | Hely.    | Idő         | Hely.       | Idő      | Hely.    | Idő     | Hely.   | Idő     | Hely.   | Helyezés |
| --------------------------------------------------------- | ------------ | -------- | -------- | ----------- | ----------- | -------- | -------- | ------- | ------- | ------- | ------- | -------- |
| Chris Nicholson                                           | 1000 m       | 1:33,45  | 3.       | kiesett     | kiesett     | kiesett  | kiesett  | kiesett | kiesett | kiesett | kiesett | 17.      |
| Mike McMillen                                             | 1000 m       | 1:33,57  | 1.       | 1:32,69     | 2.          | 1:31,60  | 2.       |         |         | 1:31,32 | 4.      | 4.       |
| Mike McMillen Andrew Nicholson Chris Nicholson Tony Smith | 5000 m váltó |          |          | 7:21,31     | 1.          | 7:22,38  | 2.       |         |         | 7:18,91 | 4.      | 4.       |